# Horns församling, Skara stift
Horns församling var en församling i Skara stift och i Skövde kommun. Församlingen uppgick 2002 i Frösve församling.

## Administrativ historik
Församlingen har medeltida ursprung. 
Församlingen var till 1962 moderförsamling i pastoratet Horn, Frösve, Binneberg och Säter. Från 1962 till 2002 annexförsamling i pastoratet Väring, Locketorp, Horn, Frösve, Säter och Binneberg. Församlingen uppgick 2002 i Frösve församling.

## Organister
| Period    | Namn                     | Levnadstid | Övrigt   |
| --------- | ------------------------ | ---------- | -------- |
| 1848–1884 | Jonas Maurits Lagerqvist | 1824–1885  | Organist |

## Kyrkor
- Horns kyrka, Västergötland